# Gare de Jarrie - Vizille
La gare de Jarrie - Vizille est une gare ferroviaire française située sur le territoire de la commune de Jarrie, à proximité de Vizille, dans le département de l'Isère, en région Auvergne-Rhône-Alpes.

## Situation ferroviaire
La gare de Jarrie - Vizille est située au point kilométrique (PK) 143,967 de la ligne Lyon-Perrache - Marseille-Saint-Charles (Via Grenoble). Son altitude est de 271 m.
Elle était également l'origine de la ligne Jarrie - Le Bourg-d'Oisans. La gare permettait la correspondance entre le réseau du PLM et celui à voie métrique des VFD.
La gare comporte une voie d'évitement qui permet le croisement des trains sur la voie unique.

## Histoire
La gare a été ouverte le 11 décembre 1876 lors de la mise en service par la Compagnie des chemins de fer de Paris à Lyon et à la Méditerranée (PLM) de la section de Grenoble à Vif de la ligne de Lyon Perrache à Marseille-Saint-Charles via Grenoble.
Elle devient une gare de la ligne de Jarrie au Bourg-d'Oisans du réseau VFD.
Le 1er janvier 2014, la commune de Jarrie devient membre de la métropole de Grenoble. À ce titre, la gare est intégrée dans le périmètre des transports urbains du réseau TAG. Tous les voyages entre les gares de Grenoble et de Vif (la gare de Jarrie - Vizille se trouvant entre ces deux gares) peuvent se réaliser avec un titre de transport TAG.

Vues de la gare
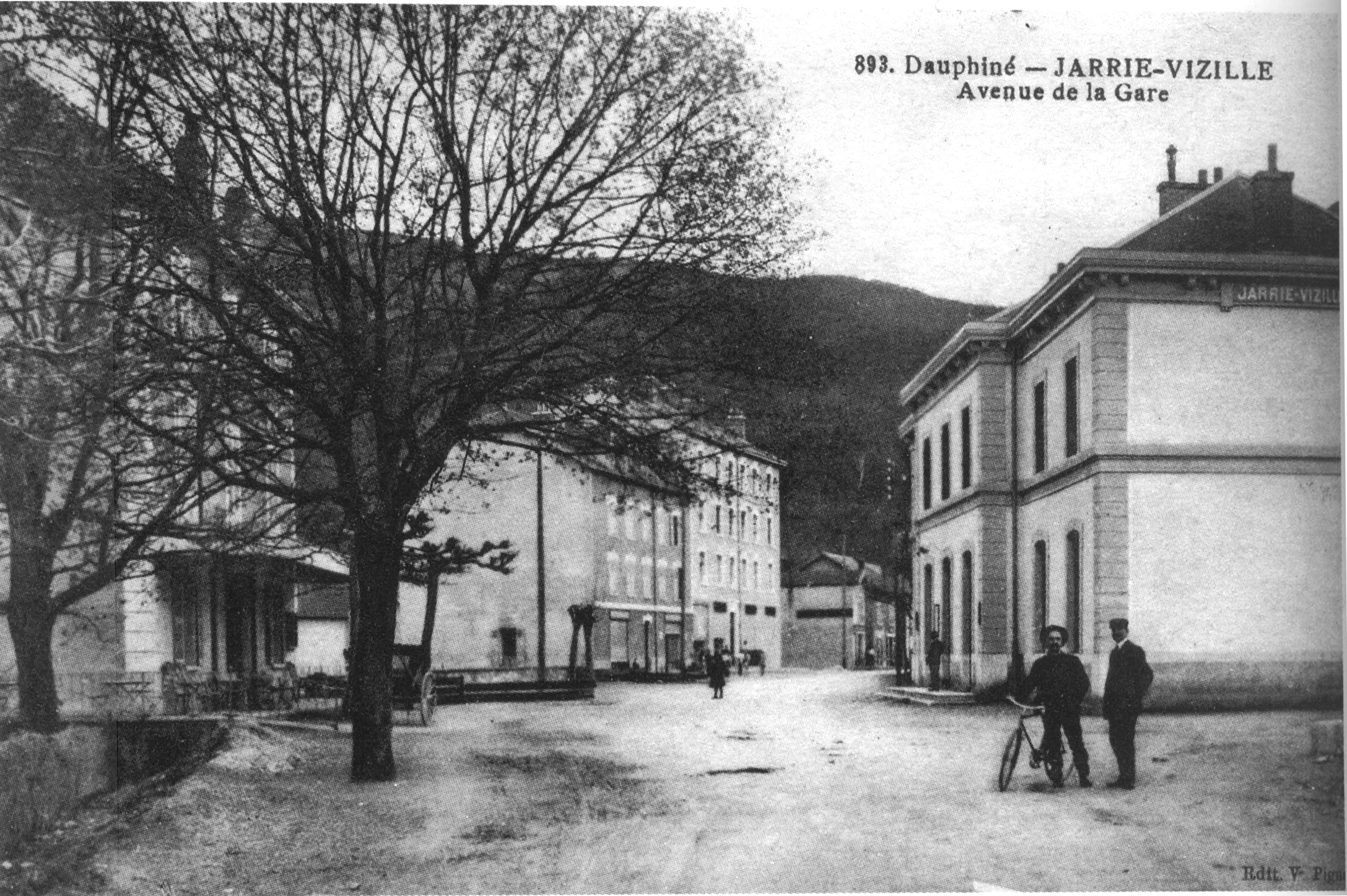
L'avenue de la gare en 1920.
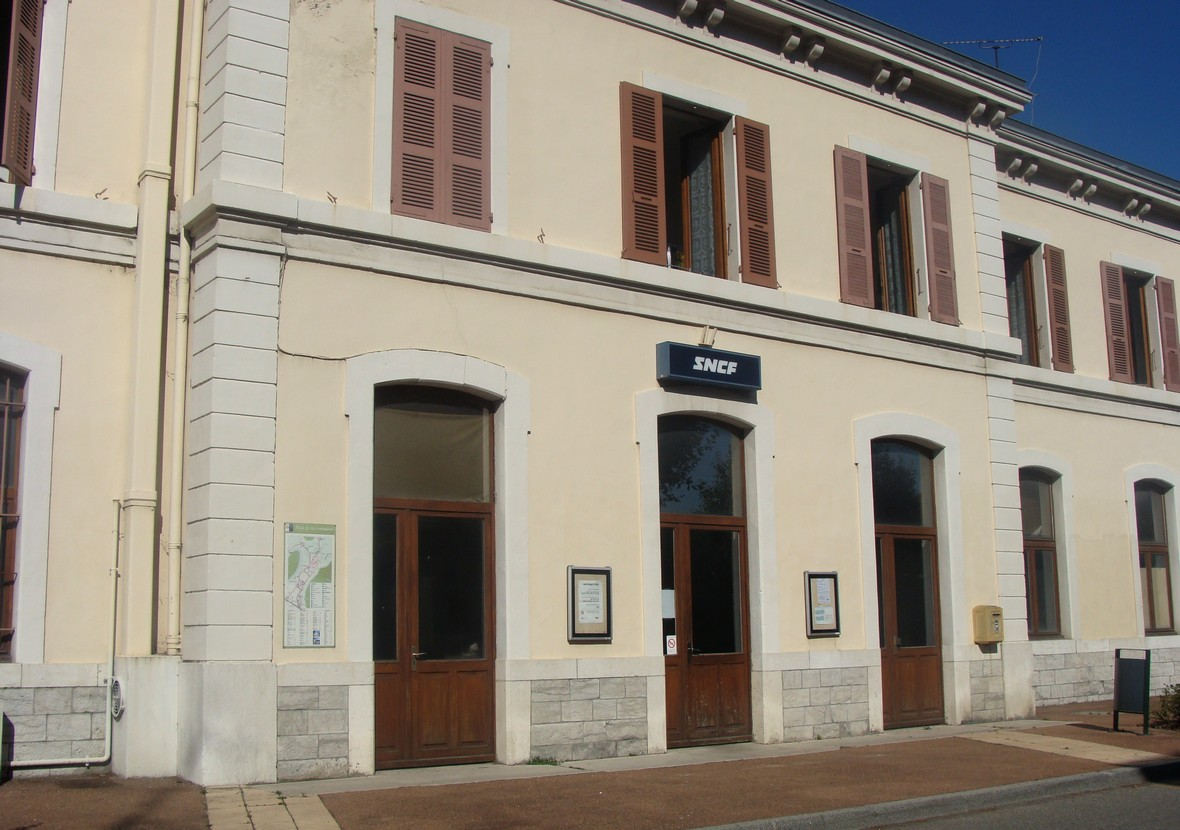
Façade avec l'ancien logo SNCF.
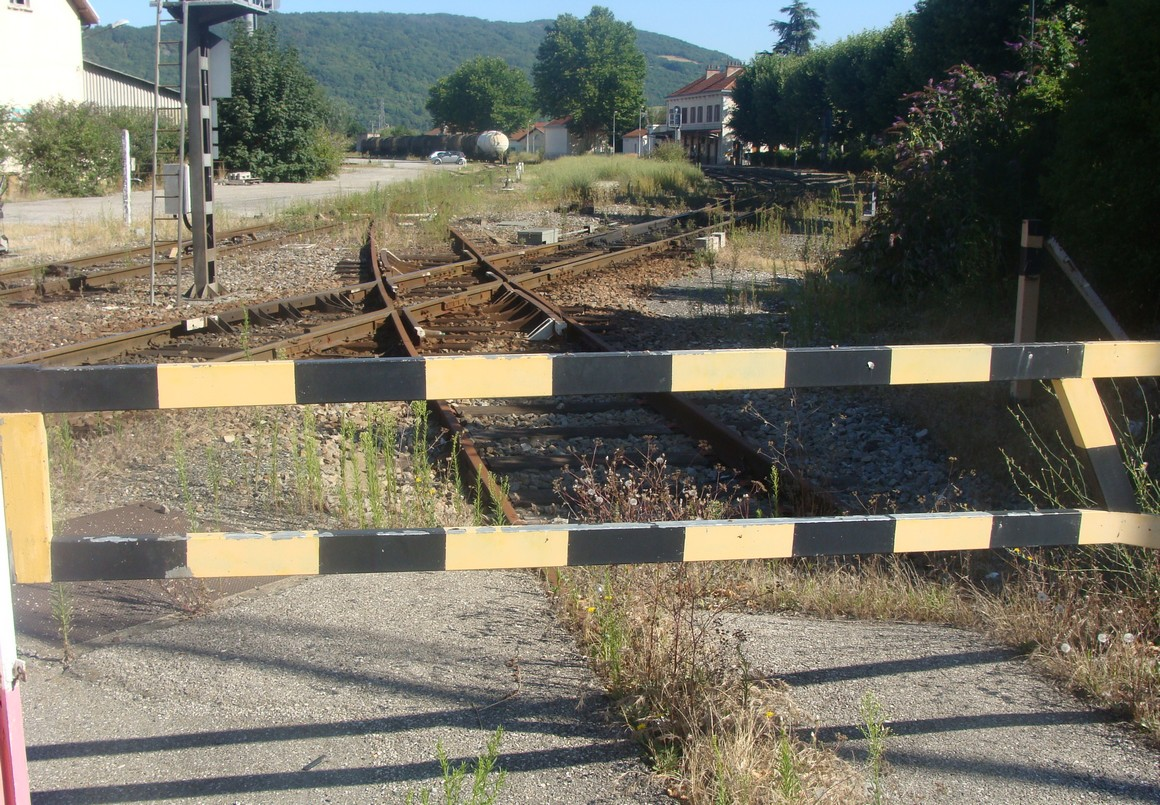
Ancienne voie VFD.

## Service des voyageurs

### Accueil
La gare de Jarrie - Vizille est composée d'un bâtiment voyageur, avec salle d'attente et un guichet ouvert tous les jours.

### Desserte
La gare est desservie par les trains TER Auvergne-Rhône-Alpes / TER PACA :
- Grenoble ↔ Clelles - Mens
- Grenoble ↔ Veynes - Dévoluy ↔ Gap.

Installations de la gare vues depuis le quai en direction de Clelles - Mens et Gap.
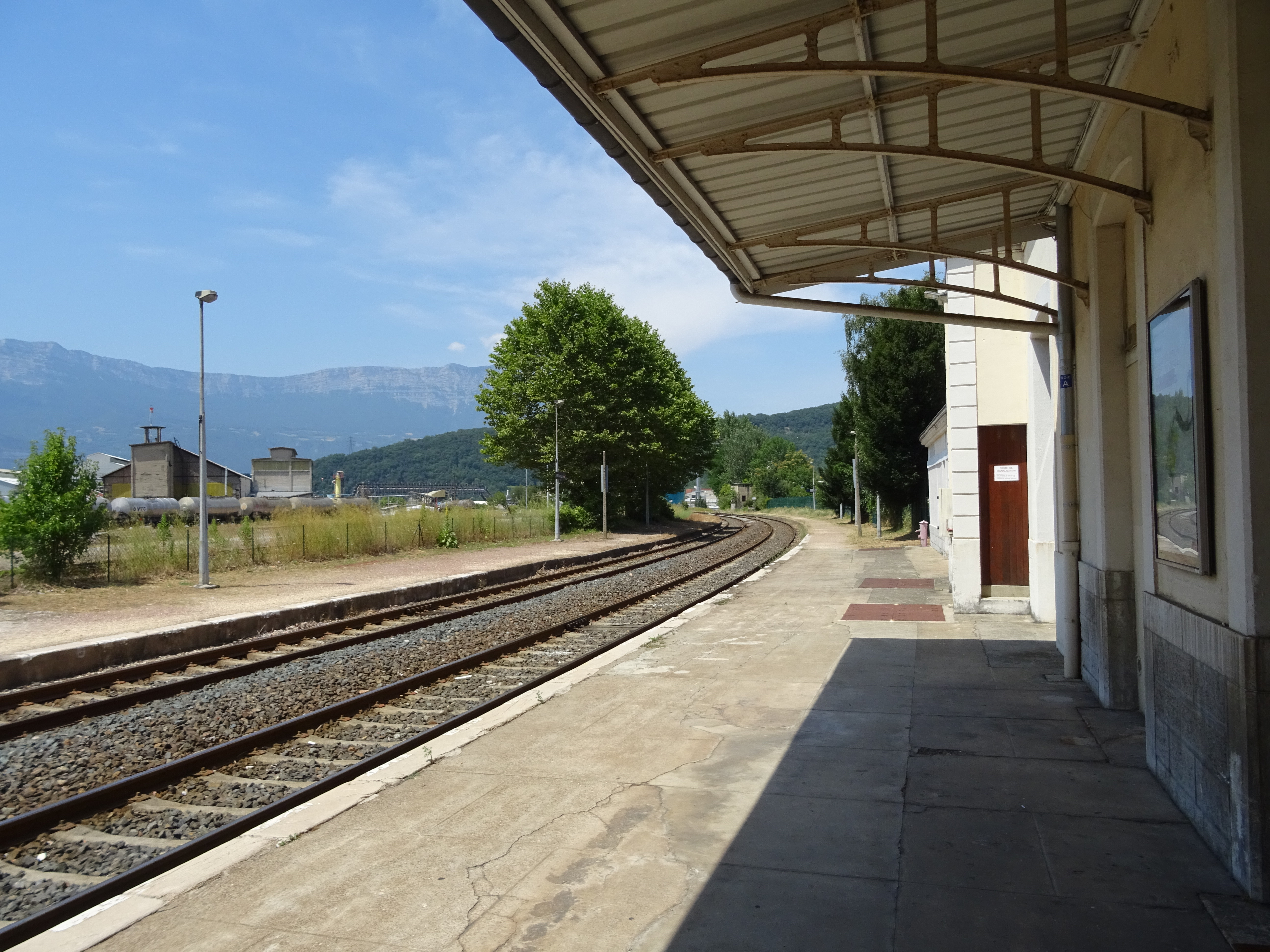
Vue en direction de Grenoble.
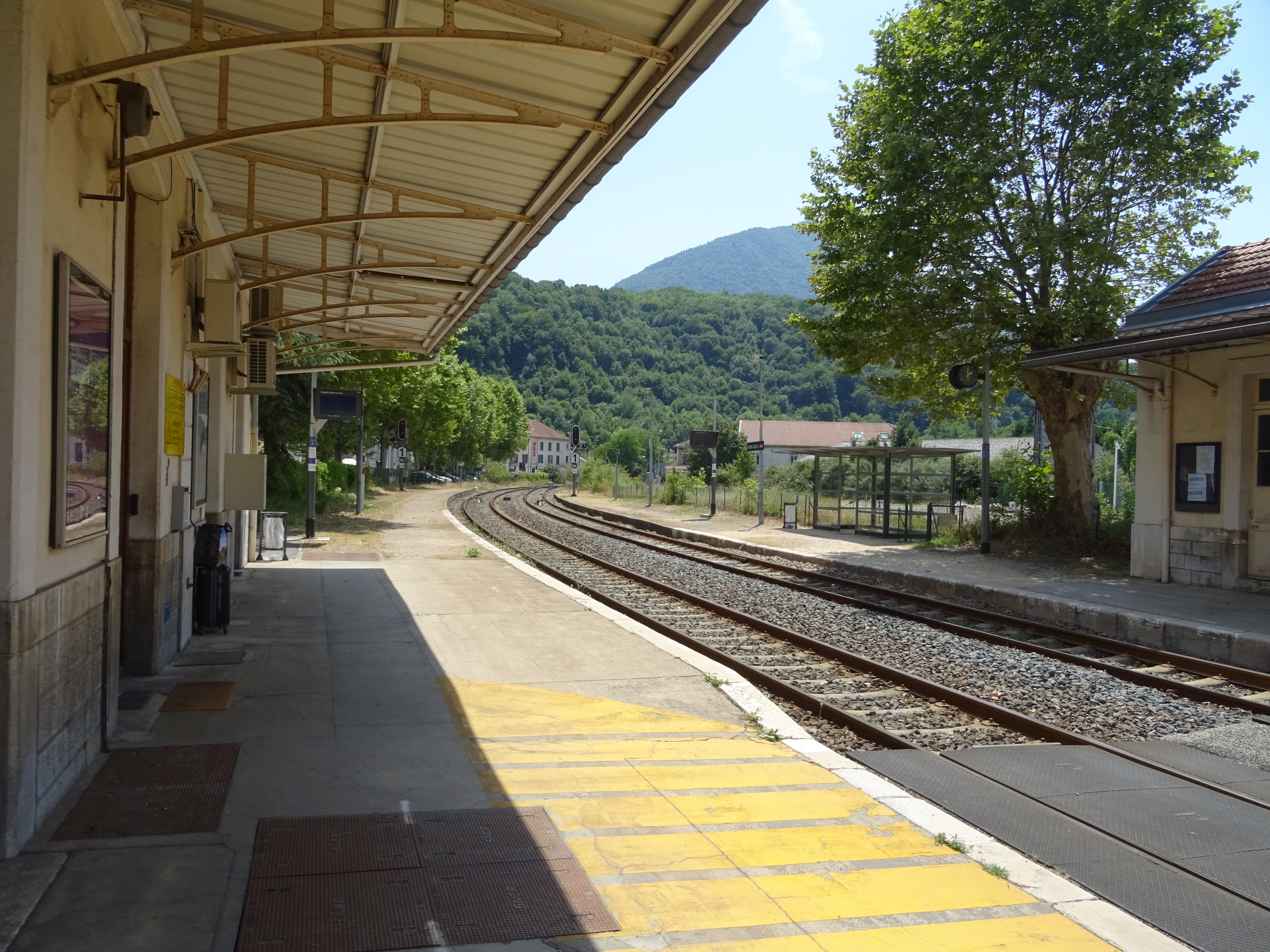
Vue en direction de Clelles - Mens et Gap.

### Intermodalité
La gare est desservie par deux réseaux de transports publics :
- le réseau TAG
  - à l'arrêt Jarrie Gare sur la place de la Gare :
    - 70 Montchaboud Le Village ↔ Champ-sur-Drac ZA La Plaine ;
    - 71 Champagnier Place du Laca ↔ Jarrie Gare.

  - à l'arrêt La Gare RN85 sur la RD1085 :
    - C13 Vizille ↔ Jarrie ↔ Grenoble ;
- le réseau Cars Région
  - à l'arrêt La Gare RN85 sur la RD1085 :
    - T75 Le Bourg-d'Oisans ↔ Vizille ↔ Jarrie ↔ Grenoble ;
    - T90 Corps ↔ La Mure ↔ Jarrie ↔ Grenoble.

Des consignes à vélos sont également installées sur la place de la gare.

Arrêts de transports en commun en correspondance avec la gare de Jarrie - Vizille
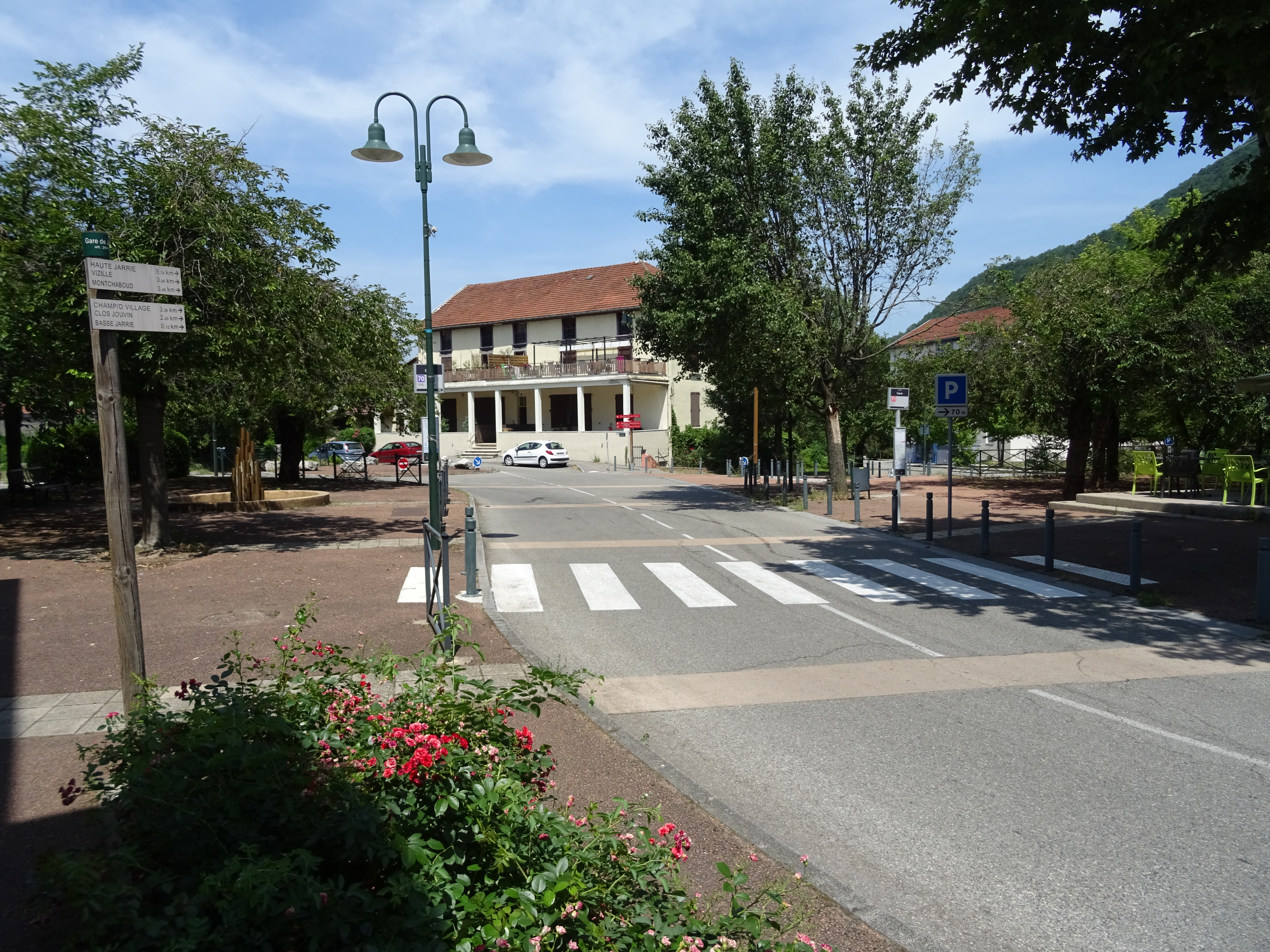
Arrêts de bus du réseau TAG.

## Service des marchandises
Cette gare est ouverte au service des marchandises (toutes marchandises et wagons isolés).
Il existe un trafic important de trains de fret à destination et en provenance de la plateforme chimique de Jarrie (Arkéma et Framatome).